# Blake Cashman
(en) Statistiques sur pro-football-reference
Blake Cashman, né le 10 mai 1996 à Eden Prairie au Minnesota, est un joueur professionnel américain de football américain évoluant au poste de linebacker dans la National Football League (NFL) depuis la saison 2019, jouant actuellement pour les Vikings du Minnesota.
Au niveau universitaire, il a joué pour les Golden Gophers du Minnesota pendant quatre saisons dans la NCAA Division I FBS avant d'être sélectionné lors du 5e tour de la draft 2019 par la franchise des Jets de New York où il reste trois saisons. Il signe ensuite avec les Texans de Houston (2022-2023) et rejoint finalement les Vikings en 2024.

## Biographie

### Carrière universitaire
Cashman prévoit initialement rejoindre les Tommies de l'université de Saint-Thomas (en) pour jouer à la fois au basket-ball et au football américain. Cependant, il décide de tenter sa chance avec les Golden Gophers du Minnesota, équipe sportive plus prestigieuse, malgré le fait qu'il n'ait pas reçu de bourse sportive de leur part.
En tant que walk-on, il intègre l'équipe et devient un joueur participant régulièrement aux matches durant sa seconde saison. Il est d'ailleurs désigné meilleur joueur défensif du Holiday Bowl 2016. Durant l'entre saison suivante, le nouvel entraineur, P. J. Fleck (en), lui offre une bourse pour continuer avec l'équipe. Durant son année junior, il est cependant relégué au rôle de remplaçant derrière Jonathan Celestin et ne retrouve un rôle régulier que durant sa saison senior. Sa bonne dernière année avec Minnesota lui donne l'espoir d'être sélectionné entre le troisième et septième tour de la draft 2019 de la NFL.

### Carrière professionnelle
Cashman est sélectionné en 157e choix global lors du cinquième tour par la franchise des Jets de New York. Cependant, ses deux premières campagnes sont impactées par des blessures, entre autres à l'épaule, blessure qui l'avait déjà ralenti au niveau universitaire. Une blessure à l'aine le sort également d'un match important où il remplaçait le titulaire C. J. Mosley, affecté par la Covid-19.
Après sa troisième saison dans la ligue, les Jets l'échangent aux Texans de Houston contre un choix de sixième tour de la draft 2023. Son contrat rookie venant à échéance à la fin de sa première campagne avec les Texans, il y signe une extension d'un an en décembre 2022. C'est durant la saison 2023 que Cashman émerge comme un joueur d'impact des Texans. Il est le premier Texan désigné meilleur joueur défensif de la semaine dans l'AFC à deux reprises sur une saison depuis J. J. Watt en 2018, prenant une place importante dans le nouveau système défensif de DeMeco Ryans. Durant cette saison, il est un des linebackers les plus efficaces de la ligue selon Pro Football Focus, mais aussi un mentor pour des joueurs plus jeunes tel que Christian Harris (en).
Le 13 mars 2024, il signe un contrat de trois ans pour un montant de 22,5 millions de dollars avec les Vikings du Minnesota.

## Vie privée
Son père, Steve Cashman, a joué au poste de defensive back pour les Tommies de St. Thomas entre 1986 et 1988.
Cashman a grandi en tant que fan des Packers de Green Bay en opposition à sa famille qui supportent leurs rivaux, les Vikings du Minnesota. Son sportif préféré durant ses années formatrices  été Kevin Garnett.